# Эли (Канада)
Эли  (англ. Elie) — крупнейшее поселение в сельском муниципалитете Картье в канадской провинции Манитоба. Население города — 550 человек, расположен в 30 км к западу от Виннипега вдоль трансканадского шоссе. Река Ассинибойн образует Северную границу муниципального образования Картье.
Главная отрасль экономики Эли — сельское хозяйство.

## Торнадо в июне 2007 года

Торнадо категории F5 приближается к городу (июнь 2007)

22 июня 2007 года Эли пострадал от торнадо категории F5, одного из самых мощных из когда-либо зарегистрированных в стране. Смерч повредил мукомольную мельницу, снес четыре дома, отбросил Chrysler Fifth Avenue на крышу одного из домов и сорвал кору с деревьев. Благодаря системе раннего предупреждения обошлось без человеческих жертв, информация о приближающемся торнадо была вовремя предоставлена министерством окружающей среды Канады.